# Triaenophorus nodulosus
Triaenophorus nodulosus — вид паразитичних плоских червів родини Triaenophoridae. Паразит прісноводних риб, викликає у господарів захворювання трієнофороз. Вражає риб з 17 родин. Проміжними господарями є дрібні ракоподібні-копеподи.

## Опис
Гельмінти білого кольору, сягають завдовжки 150—400 мм і 2-4 мм завширшки. Розчленованість стробіли виражена погано. Головка овальна, злегка розширена, на ній є дві пари трьохзубцових гачків, що розташовані попарно на вентральній і дорсальній стороні. Гачки тонкі з вузькою базальною пластинкою. Статева система представлена численними сім'янниками, яєчником, жовчником, звивистою маткою, циррусом. Отвори цирруса і піхви, чергуючись, відкриваються з одного чи з іншого боку стробіли. Паразит відкладає яйця, які мають розміри 0,052-0,071 х 0,033-0,045 мм, з кришечкою на одному кінці. Плероцеркоїд подовженої форми, розміром 5-8 мм, часто інцистований, будова головки і гаків така ж, як у статевозрілого гельмінта.

## Спосіб життя
Розвивається за участю проміжних господарів — циклопів або діаптомусів і додаткових господарів — риб. Остаточним господарем гельмінта є щука, рідше окунь, омуль, харіус. Статевозрілий гельмінт в кишечнику риб відкладає яйця, які з екскрементами потрапляють у воду. У воді яйця розвиваються і незабаром з них виходить личинка — корацидій. Швидкість розвитку корацидія залежить від температурного режиму. У весняно-літній період при температурі 18-20 °С яйця розвиваються за 5-7 днів, при зниженні температури води терміни розвитку яєць подовжуються. Корацидій заковтують циклопи: Cyclops strenuus, Cyclops vicinus, Cyclops colensis, Paracyclops fimbriatus, Mesocyclops oithonoides, Microcyclops varivans, Eucyctops serrulatus, Acanthocyclops bicuspidatum, Acanthocyclops vernalis, Diaptomus gracilis і ін. У кишечнику рачка корацидій скидає вії і звільнена онкосфера проникає в порожнину тіла, а через 7-10 днів перетворюється в процеркоїд з церкомером, які мають зародкові гачки. Через 10-15 днів процеркоїд стає інвазійним. У циклопах інвазовані процеркоїди залишаються життєздатними до місяця. Заражених циклопів поїдають риби — додаткові господарі. У риб процеркоїд з кишечника проникає в порожнину тіла, а потім в печінку. У сигових риб процеркоїди проникають в мускулатуру або під шкіру. Незабаром навколо процеркоїда утворюються сполучнотканинні капсули. У личинки виростають гачки і личинка переходить у стадію плероцеркоїда; в організмі риб може жити до декількох років. Статевозрілої стадії гельмінт досягає тільки в кишечнику щук і рідше окуня, омуль, харіуса. У їхньому кишечнику протягом 3-4 тижнів плероцеркоїд виростає в статевозрілого гельмінта, і вони стають джерелом поширення інвазії.